# カークウッド・ウォーカー
カークウッド・ウォーカー（Kirkwood Walker、1967年1月1日 - ）は、イギリス・ウルヴァーハンプトン出身のキックボクサー。183センチ、96キロ。トロージャンジム所属。

## 来歴
K-1に出る前はヤン・ウェッセルやロブ・カーマンなどと対戦していた。
1995年3月にK-1デビュー、ピーター・アーツにKO負け。1996年12月、タケルにKO勝ち。1997年4月、武蔵に右ストレートでKO勝ち。1997年6月、佐竹雅昭に判定負け。1999年2月、地元イギリスで武蔵にホーム判定で勝ち。1999年6月、武蔵に左ミドルキックでKO負け。1999年7月、シリル・アビディに33秒でKO負け。

## 獲得タイトル
- WKA世界ムエタイスーパークルーザー級王者

- WKA世界キックボクシングスーパークルーザー級王者